# میرشارای
میرشارای (به لاتین: Mirsharai) یک منطقهٔ مسکونی در بنگلادش است که در ناحیه چیتاگونگ واقع شده‌است. میرشارای ۴۸۲٫۸۸ کیلومتر مربع مساحت و ۳۲۵٬۷۱۲ نفر جمعیت دارد.